# Isabelle de Charrière
Isabelle de Charrière (pseudonim Belle van Zuylen, rođena kao Isabella Agneta Elisabeth van Tuyll van Serooskerken; dvorac Zuylen, Nizozemska, 20. listopada 1740. - Colombier, Neuchâtel, Švicarska, 27. prosinca 1805.) je nizozemsko-švicarska spisateljica epistolarnog žanra, koja je pisala na njemačkom i francuskom, a poznatija je pod svojim francuskim imenom. Jako se zanimala za društvo i politiku svoga vremena, a posebno je zapažen njezin rad iz vremena Francuske revolucije.
Rođena je 1740. Podrijetlom je Nizozemka iz plemićke haaške obitelji. Bila je najstarija od sedmero djece.
Književni kritičar Saint-Bev usporedio je njezine spisateljske vještine, duhovitost i pronicljiva zapažanja s onima Madame de Sévigné. Iz zabave je počela pisati o svakodnevnom životu i značajnim ljudima koje je upoznala, što je dovelo do njenog prvog romana „Le Noble”, 1763. godine. Do 1762. bila je aktivna u nizozemskom visokom društvu i na dvoru. Nakon putovanja u Englesku udala se 1771. za siromašnoga švicarskoga dvoranina koji je bio učitelj njezina brata. Nastanili su se na njegovom obiteljskom imanju Le Pontet, u Colombieru u Švicarskoj, uz jezero Neuchâtel.
Godine 1778. de Charrière postigla je značajno bogatstvo naslijedivši značajan dio bogatstva svojih roditelja. Ovo nasljeđe uključivalo je gotovo 40% ulaganja u kolonijalna poduzeća kao što su Nizozemska istočnoindijska kompanija, Nizozemska zapadnoindijska kompanija, Britanska istočnoindijska kompanija i dr., a sva su se uvelike oslanjala na profite prekomorskih plantaža gdje su radili robovi. Drienhausen i Dause u svojoj su publikaciji iz 2021. primijetili da de Charrièrina pisma i njezin roman „Trois Femmes” u početku prikazuju ropstvo s određenim stupnjem ravnodušnosti. Međutim, kako je primijetila Suzan van Dijk, urednica njezine korespondencije, de Charrière nije bio ravnodušna prema krajnostima ropstva. U pismu iz 1798. opisala je kolonijalna zlostavljanja kao "užas", odražavajući njezinu rastuću svijest i moralnu zabrinutost. Unutar samo pet godina nakon što je naslijedila svoje kolonijalne investicije, de Charrière je prodala 70% svoje imovine, pokazujući svoj odlučan odmak od ovih izrabljivačkih pothvata.[nedostaje izvor]